# Canal Street (linea IND Eighth Avenue)
Canal Street, in passato conosciuta come Canal Street-Holland Tunnel, è una stazione della metropolitana di New York situata sulla linea IND Eighth Avenue. Nel 2019 è stata utilizzata da 6 403 172 passeggeri. È servita dalle linee A ed E sempre, e dalla linea C sempre tranne di notte.

## Storia
La stazione fu aperta il 10 settembre 1932.

## Strutture e impianti
La stazione è sotterranea, ha due banchine ad isola e quattro binari, i due esterni per i treni locali e i due interni per quelli espressi. È posta al di sotto di Sixth Avenue e il mezzanino possiede sei ingressi, uno all'incrocio con Canal Street, uno su Laight Street, due all'incrocio con West Broadway e uno all'incrocio con Walker Street.

## Interscambi
La stazione è servita da alcune autolinee gestite da NYCT Bus.
- Fermata autobus